# Elaeocarpus maquilingensis
Elaeocarpus maquilingensis là một loài thực vật có hoa trong họ Côm. Loài này được Elmer mô tả khoa học đầu tiên năm 1919.